# 22993 Aferrari
22993 Aferrari è un asteroide della fascia principale. Scoperto nel 1999, presenta un'orbita caratterizzata da un semiasse maggiore pari a 2,6091920 UA e da un'eccentricità di 0,1458277, inclinata di 1,15779° rispetto all'eclittica.